# Thrixspermum malayanum
Thrixspermum malayanum är en orkidéart som beskrevs av Johannes Jacobus Smith. Thrixspermum malayanum ingår i släktet Thrixspermum och familjen orkidéer. Inga underarter finns listade i Catalogue of Life.